# Stictozetes margaritae
Stictozetes margaritae är en kvalsterart som först beskrevs av Sandór Mahunka 1993.  Stictozetes margaritae ingår i släktet Stictozetes och familjen Galumnidae. Inga underarter finns listade i Catalogue of Life.